# Панч-праяг
Панч-праяг (санскр. पंच-प्रयाग) — пять священных слияний рек в Гималаях Гархвала в штате Уттаракханд, Индия. Это Вишнупраяг, Нандапраяг, Карнапраяг, Рудрапраяг и Девапраяг. Панч-праяг начинается с Вишнупраяга на реке Алакананда, — одной из двух рек, образующих при слиянии Гангу.
Каждое из пяти слияний является местом паломничества для индуистов, принимающих в них ритуальное омовение. Считается, что каждый паломник должен совершить омовение в этих местах перед тем, как отправиться в паломничество в Панч-Кедар, Сапта-Бадри и другие святые места в Уттаракханде. На месте каждого из слияний выросли населённые пункты. Исключение составляет Вишнупраяг, расположенный в 12 км от индуистского религиозного центра Джьотирматха, на пути к храму Бадринатха.